# Émile Gardaz
Émile Gardaz né le 29 août 1931 à Échallens, originaire de Villars-le-Terroir et mort le 19 décembre 2007, est un animateur radio, parolier, chroniqueur et écrivain suisse.

## Biographie
Après avoir fait son école primaire dans son village d'origine, il suit de 1941 à 1949 ses études au Collège Saint-Michel à Fribourg. Il part ensuite à Paris pour un semestre à la Sorbonne avant de s'inscrire en lettres puis en droit à l'université de Lausanne.
En 1959, il fait ses débuts à Radio-Lausanne avant de passer sur la radio suisse romande où il exerce la plupart des métiers radiophoniques : reportage, satire, chansons, émissions poétiques, dramatiques, musicales et enfantines, auteur de spectacles, écrivain. Comme parolier, il a écrit plus de 600 chansons dont Refrain, sur une musique de Géo Voumard et interprétée par Lys Assia, et qui obtient le 1er prix à la première édition du Concours Eurovision de la chanson en 1956. En 1963, il obtient le second prix du Concours Eurovision de la chanson avec T'en va pas, interprétée par Esther Ofarim, toujours sur une musique de Géo Voumard.
Avec Claude Blanc et d'autres collaborateurs de la Radio suisse romande, il a en particulier "radiophonisé" les aventures de Oin-Oin, personnage mythique de la tradition orale romande. Parmi ses nombreuses émissions, on trouve Derrière les fagots, Mardi les gars avec Michel Dénériaz, Demain-Dimanche, Cœur d'accordéon, Le bateau d'Émile, le feuilleton Adieu Berthe. Durant les années 1960, tous les samedis, Émile Gardaz interprète le personnage de Monsieur Milliquet dans les aventures de Oin-Oin, incarné par Claude Blanc ; il interprète aussi de temps à autre Madame Oin-Oin acariâtre (Madame Oin-Oin avenante est jouée par Anne-Lise Zambelli). Il écrit de nombreuses pièces de théâtre radiophoniques.
Émile Gardaz travaille également pour le petit écran, dans des genres différents : dramatique, satirique, actualité. Metteur en scène et comédien, il écrit pour le théâtre et le cabaret.
Il publie plus d'une quinzaine d'ouvrages, recueils de poèmes, portraits, nouvelles et contes. Certains de ses livres sont illustrés par ses amis photographes Marcel Imsand, Paul Cornaz et Philippe Pache. Il collabore également avec plusieurs journaux et revues. 
Poète, parolier de nombreux compositeurs suisses, de Géo Voumard - avec lequel il remporte le Prix Eurovision de la Chanson - à Albert Urfer, en passant par Pierre Kaelin, André Ducret et Yves Piller, il écrit plusieurs centaines de chansons.
Dans la presse écrite, il collabore avec de nombreux journaux, en écrivant une série de billets le plus souvent hebdomadaires : La Feuille d'Avis de Lausanne puis 24 Heures (Billets aigre-doux), L'Écho du Gros-de-Vaud , Construire (magazine des Coopératives Migros) (Les quatre saisons). Il a aussi collaboré avec Michel Dénériaz au journal Bon Jour de Jack Rollan.
Début novembre 1972, il reçoit le Prix de la Société des auteurs et compositeurs dramatiques (SACD), remis par Armand Salacrou de l'Académie Goncourt.
En 1995, il reçoit un hommage spécial Plans-Fixes de la Fondation vaudoise pour la promotion et la création artistique (Plans-Fixes 1140). En 1997, il est, avec l'écrivain Jean-Pierre Thiollet, l'une des personnalités présentes à Delphes lorsque l'écologiste Franz Weber se voit accorder le titre de citoyen d'honneur de la ville.
Emile Gardaz décède d'un arrêt cardiaque le mercredi 19 décembre 2007 à son domicile à l'âge de 76 ans.

## Hommage et postérité
Le 29 août 2008, la place de la Couronne à Échallens est rebaptisée en son honneur.

## Publications
- Frères comme ça, CRV, 1970.
- Le pays d’Echallens, 1977.
- Passerelle des jours : soixante mois de poésie pour accompagner des photographies de Marcel Imsand, Bertil Galland, 1981.
- Neuchâtel en eaux douces : le lac de Neuchâtel, Fabrique de Tabac réunies, 1981.
- Croix du Sud, Théâtre du Jorat, 1985.
- Le moulin à sable, éd. de la Passerelle, 1985.
- L’horizon réclamé, Fondation Pré vert du Signal de Bougy, 1986.
- Les petites boréales, éd. de la Passerelle, 1990. (Poèmes)
- Contes courants, éd. Bastian, 1994.
- La courte échelle, éd. de la Passerelle, 1995. (Poèmes)
- La clé du temps, éd. Scriptar, 1995.
- Escales au pays : l’oreille à la porte, Éditions Cabédita, 1997.
- Fête du blé et du pain, éd. Vie Art Cité, 1998.
- Echallens : passé simple, Échos du Gros-de-Vaud, 1998
- Gros de Vaud, L’Écho du Gros-de-Vaud, 1999.

## Sources
- « Émile Gardaz », sur la base de données des personnalités vaudoises sur la plateforme « Patrinum » de la Bibliothèque cantonale et universitaire de Lausanne.
- « Émile Gardaz » dans le Dictionnaire historique de la Suisse en ligne.
- 24 Heures, 2005/05/14, p. 31 & Gilbert Salem, 2007/12/20, p. 3 & 2007/12/22-23, p. 22 &, 2007/12/20, p. 2-3 & 2007/12/20, p. 13 avis de décès
- Fonds : Gardaz (Emile) (1930-2014) [1713 enveloppes, 1 album, 1 reliure, 3 grands formats, 7 boîtes, 23 cassettes audio, 12 cassettes vidéo, 63 compact-disc, 2 DVD, 15 affiches, 3 manchettes, 13,20 mètres linéaires].  Cote : CH-000053-1 PP 1062. Archives cantonales vaudoises (présentation en ligne).
- Fonds : Gardaz (Emile) (1960-1975) [2 boîtes, 0,25 mètre linéaire].  Cote : CH-000053-1 P 1000/282. Archives cantonales vaudoises (présentation en ligne).